# Dél-bácskai körzet
A Dél-bácskai körzet (szerbül Јужнобачки округ / Južnobački okrug, horvátul Južnobački okrug, szlovákul Juhobáčsky okres, ruszinul Јужнобачки окрух, románul Districtul Bačka de Sud) közigazgatási egység Szerbia északi részén, a Vajdaságban. Központja és legnagyobb városa a tartományi székváros, Újvidék.

## Földrajz
Az Alföldön, főleg Bácska déli részén és kisebb részben a Szerémség északkeleti részén terül el. Nyugati természetes határa a Duna, keleti a Tisza, déli a Tarcal-hegység. Délkeleti csücskében található a Duna és a Tisza összefolyása a Titeli-fennsík mellett.

## Községek (járások)
| Név                   | Szerb név                | Terület (km²) | Népesség (fő, 2011) | Települések száma | Települések száma | Települések száma |
| Név                   | Szerb név                | Terület (km²) | Népesség (fő, 2011) | Város             | Falu              | Összesen          |
| --------------------- | ------------------------ | ------------- | ------------------- | ----------------- | ----------------- | ----------------- |
| Bács község           | Opština Bač              | 365           | 14 405              | 1                 | 5                 | 6                 |
| Belcsény község       | Opština Beočin           | 186           | 15 726              | 1                 | 7                 | 8                 |
| Karlóca község        | Opština Sremski Karlovci | 51            | 8 750               | 1                 | 0                 | 1                 |
| Óbecse község         | Opština Bečej            | 486           | 37 351              | 1                 | 4                 | 5                 |
| Palánka község        | Opština Bačka Palanka    | 579           | 55 528              | 1                 | 13                | 14                |
| Petrőc község         | Opština Bački Petrovac   | 158           | 13 418              | 1                 | 3                 | 4                 |
| Szenttamás község     | Opština Srbobran         | 284           | 16 317              | 1                 | 2                 | 3                 |
| Temerin község        | Opština Temerin          | 170           | 28 287              | 2                 | 1                 | 3                 |
| Titel község          | Opština Titel            | 262           | 15 738              | 1                 | 5                 | 6                 |
| Újvidék városi község | Gradska opština Novi Sad | 699           | 341 625             | 4                 | 12                | 16                |
| Verbász község        | Opština Vrbas            | 376           | 42 092              | 1                 | 6                 | 7                 |
| Zsablya község        | Opština Žabalj           | 400           | 26 134              | 1                 | 3                 | 4                 |
| Összesen              | Összesen                 | 4016          | 615 371             | 16                | 61                | 77                |

## Népesség
A lakosság 2002-ben 568 578 fő volt, 2011-ben pedig 615 371 fő. A növekedés főleg Újvidék gyors fejlődésével magyarázható, valamint az elmúlt évtizedekben ebben a régióban letelepedett szerb menekültek érkezésével.

### Nemzetiségek

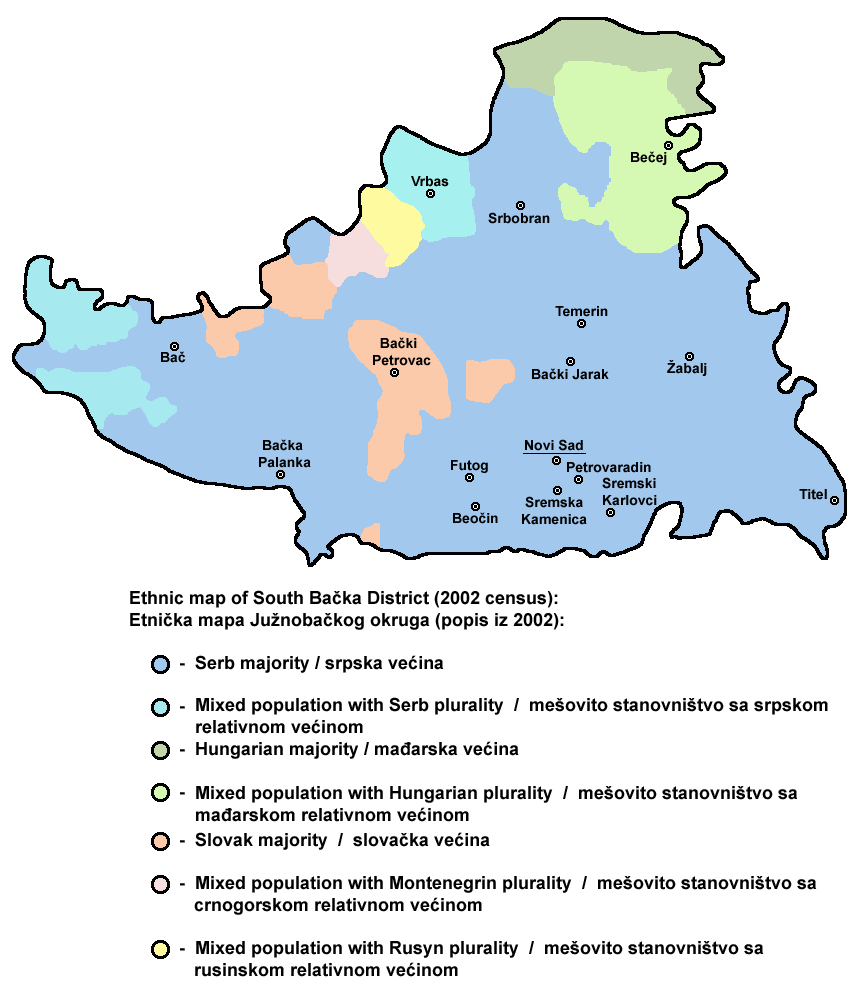
A Dél-bácskai körzet etnikai térképe (2002)

A körzet népessége nemzetiségileg sokszínű, de a kisebbségek száma fokozatosan csökken, a szerb elem mindenütt tért hódít. Az etnikai összetétel 2002-ben:
- szerb 392.264 (69%)
- magyar 54.610 (9,6%)
- szlovák 26.574 (4,7%)
- montenegrói 17.165 (3%)
- ruszin 7400 (1,3%)
- 70 565 személy más nemzetiségű (12,4%).

A tíz községből a szerbek 6-ban abszolút, 2-ben pedig relatív többségben vannak. További 2-ben kisebbségbe szorulnak.
Abszolút többségben szerbek által lakott községek (zárójelben feltüntetve a százalékos arányuk):
1. Zsablya (Žabalj) (86,3%)
2. Titel (Titel) (84,9%)
3. Palánka (Bačka Palanka) (78,6%)
4. Újvidék (Novi Sad) (75,5%)
5. Szenttamás (Srbobran) (67%)
6. Temerin (Temerin) (64,2%)

Relatív többségben szerbek által lakott községek:
1. Verbász (Vrbas) (47,8%)
2. Bács (Bač) (46,7%)

Szerbek által kisebbségben lakott községek:
1. Óbecse (Bečej) (41,4%)
2. Petrőc (Bački Petrovac) (25,8%)

A magyarok 1 községben relatív többséget alkotnak, a többiben kisebbségben vannak. Azonban a más népek által lakott községekben is meg-megbújnak magyar falvak.
A magyarok százalékos aránya községenként, csökkenő sorrendben:
1. Óbecse (48,8%)
2. Temerin (29,5%)
3. Szenttamás (22%)
4. Verbász (6,3%)
5. Bács (6,1%)
6. Titel (5,3%)
7. Újvidék (5,2%)
8. Palánka (2,4%)
9. Zsablya (1,1%)
10. Petrőc (0,6%)

A szlovákok Petrőc községben abszolút többséget alkotnak (66,4%). Palánka, Bács és Újvidék községekben is találunk szlovák többségű falvakat. A körzet más részein a szlovákok száma csak jelképes.
A montenegróiak főleg Verbász községben élnek. Százalékos arányuk itt 24,9%, másutt elhanyagolható.
A ruszinok a Verbász községhez tartozó Kucora (Kucura) településen élnek tömegesebben.